# Boris (Baranov)
Boris (světským jménem: Michail Michajlovič Baranov; * 14. září 1964, Tugolesskij Bor) je ruský duchovní Ruské pravoslavné církve a biskup kostomukšský a kemský.

## Život
Narodil se 14. září 1964 v Tugolesském Boru v Moskevské oblasti. V letech 1982–1984 absolvoval vojenskou službu. Dne 28. července 1990 byl v chrámu Svaté Trojice v Kalužské oblasti pokřtěn.
V letech 1987–1992 studoval na fakultě historie Kolomenského pedagogického institutu. Po studiu pracoval dva roky v pravoslavném bratrstvu při chrámu Vzkříšení Krista v Tutajevu.
Roku 1994 zahájil studium na Moskevském duchovním semináři, který dokončil roku 2000. Dne 12. února 1994 byl v chrámu Feodorovské ikony Matky Boží v Jaroslavli arcibiskupem jaroslavským a rostovským Michejem (Charcharovem) rukopoložen na diákona a 20. března na jereje. Od 28. března sloužil v chrámu svatého Michaela ve vesnici Savinskoje.
V letech 1995–1998 byl učitelem historie v Pravoslavné škole svatého Jana Kronštadského a v letech 1996–2004 přednášejícím všeobecné církevní historie Jaroslavského duchovního učiliště. Na učilišti působil také jako inspektor.
Dne 2. dubna 1998 byl v Rostovském Borisoglebském monastýru arcibiskupem Michejem postřižen na monacha se jménem Boris na počest svatého knížete Borise Vladimiroviče.
Od 17. listopadu 1999 byl představeným chrámu Zjevení Páně v Jaroslavli a tuto funkci zastával do 23. srpna 2000. Následně byl stálým klerikem tohoto chrámu.
Dne 4. července 2003 byl převeden do služby ženského Kazaňského monastýru v městě Danilov a roku 2005 byl povýšen na igumena.
V letech 2005–2015 působil jako zástupce vedoucího katedry teologie Jaroslavské státní pedagogické univerzity a přednášející starověkých církevních dějin.
Dne 2. dubna 2007 byl převeden do služby Kazaňského chrámu v Tutajevu a 1. března 2013 se stal představeným tohoto chrámu.
V letech 2013–2015 studoval na Jaroslavské univerzitě, kde získal titul magistra pedagogiky. Ve stejných letech přednášel v katechetických kurzech v rybinské eparchii. V letech 2015–2017 absolvoval odbornou rekvalifikaci v oboru teologie.
Od roku 2015 působil jako prorektor akademické práce Jaroslavského duchovního semináře a o rok později byl ustanoven přednášejícím v katechetických kurzech v jaroslavské metropoli. Od roku 2017 byl starším přednášejícím katedry teologie Jaroslavské univerzity.
Dne 23. července 2017 byl jmenován představeným svatého mučedníka Nikity v Jaroslavli.
Dne 30. května 2019 jej Svatý synod zvolil biskupem někrasovským a vikářem jaroslavské eparchie. Dne 9. června byl v Nikolo-Babajevském monastýru v Někrasovskoje povýšen metropolitou jaroslavským a rostovským Panteleimonem (Dolganovem) na archimandritu.
Dne 13. června 2019 byl v chrámu Krista Spasitele v Moskvě oficiálně jmenován biskupem a 11. července proběhla v chrámu Proměnění Páně Valaamského monastýru jeho biskupská chirotonie. Světiteli byli patriarcha moskevský Kirill, metropolita krutický a kolomenský Juvenalij (Pojarkov), metropolita petrohradský a ladožský Varsonofij (Sudakov), metropolita volokolamský Ilarion (Alfejev), metropolita tverský a kašinský Savva (Michejev), metropolita jaroslavský a rostovský Panteleimon (Dolganov), metropolita petrozavodský a karelský Konstantin (Gorjanov), metropolita singapurský a jihovýchodněasijský Sergij (Čašin), metropolita chersonský a západoevropský Antonij (Sevrjuk), arcibiskup kaliningradský a baltijský Serafim (Melkoňan), arcibiskup kaširský Feognost (Guzikov), arcibiskup jakutský a lenský Roman (Lukin), biskup troický Pankratij (Žerděv), biskup Vyborgský a priozerský Ignatij (Punin), biskup turovský a mozyrský Leonid (Fil), biskup rybinský a danilovský Veniamin (Lichomanov), biskup sočijský a tuapsinský German (Kamalov), biskup kostomukšský a kemský Ignatij (Tarasov) a biskup pěreslavský a ugličský Feoktist (Igumnov).
Dne 25. srpna 2020 byl Svatým synodem ustanoven biskupem kostomukšským a kemským.